# Hóquei no gelo nos Jogos Olímpicos de Inverno de 2010 - Masculino

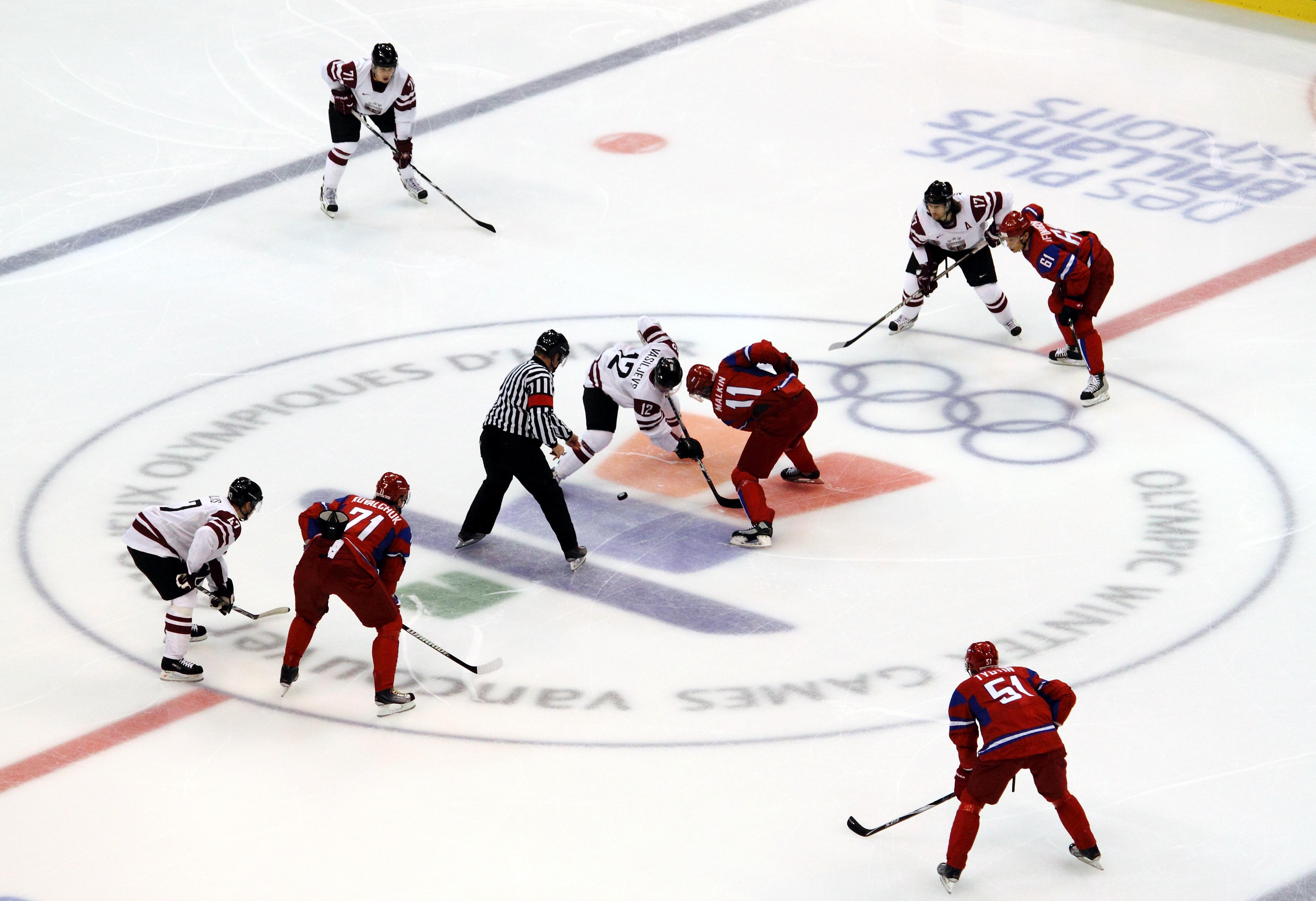
Partida entre Rússia e Letônia no Canada Hockey Place.

A competição masculina de hóquei no gelo nos Jogos Olímpicos de Inverno de 2010 foi disputada entre os dias 16 e 28 de fevereiro.

## Medalhistas
|  | CAN Canadá |  | USA Estados Unidos |  | FIN Finlândia |
|  | Martin Brodeur Marc-André Fleury Roberto Luongo Dan Boyle Drew Doughty Duncan Keith Scott Niedermayer Chris Pronger Brent Seabrook Shea Weber Patrice Bergeron Sidney Crosby Ryan Getzlaf Dany Heatley Jarome Iginla Patrick Marleau Brenden Morrow Rick Nash Mike Richards Corey Perry Eric Staal Joe Thornton Jonathan Toews |  | Ryan Miller Jonathan Quick Tim Thomas Tim Gleason Erik Johnson Jack Johnson Brooks Orpik Brian Rafalski Ryan Suter Ryan Whitney David Backes Dustin Brown Ryan Callahan Chris Drury Patrick Kane Ryan Kesler Phil Kessel Jamie Langenbrunner Ryan Malone Zach Parise Joe Pavelski Bobby Ryan Paul Stastny |  | Niklas Bäckström Miikka Kiprusoff Antero Niittymäki Lasse Kukkonen Sami Lepistö Toni Lydman Janne Niskala Joni Pitkänen Sami Salo Kimmo Timonen Valtteri Filppula Niklas Hagman Jarkko Immonen Olli Jokinen Niko Kapanen Mikko Koivu Saku Koivu Jere Lehtinen Antti Miettinen Ville Peltonen Jarkko Ruutu Tuomo Ruutu Teemu Selänne |

## Resultados
|  | Equipes classificadas às quartas de final |
|  | Equipes classificadas aos play-offs       |

### Grupo A
| País               | J | V | VP | DP | D | GP | GC | SG  | Pts. |
| ------------------ | - | - | -- | -- | - | -- | -- | --- | ---- |
| USA Estados Unidos | 3 | 3 | 0  | 0  | 0 | 14 | 5  | +9  | 9    |
| CAN Canadá         | 3 | 1 | 1  | 0  | 1 | 14 | 7  | +7  | 5    |
| SUI Suíça          | 3 | 0 | 1  | 1  | 1 | 8  | 10 | −2  | 3    |
| NOR Noruega        | 3 | 0 | 0  | 1  | 2 | 5  | 19 | −14 | 1    |

Todos os horários estão em UTC-8.
| 16 de fevereiro | Estados Unidos USA                                       | 3 – 1                     | SUI Suíça         | Canada Hockey Place                             |
| 12h00           | Bobby Ryan 18:59' David Backes 25:52' Ryan Malone 28:25' | (1–0, 2–0, 0–1) Relatório | Roman Wick 49:45' | Público: 16,706 Árbitro: RUS Vyacheslav Bulanov |

| 16 de fevereiro | Canadá CAN | 8 – 0                     | NOR Noruega | Canada Hockey Place                    |
| 16h30           | Jarome Iginla (3) 22:30' 58:11' 47:36' Dany Heatley (2) 24:27' 46:43' Mike Richards 33:06' Ryan Getzlaf 44:29' Corey Perry 51:03' | (0–0, 3–0, 5–0) Relatório |             | Público: 16,652 Árbitro: FIN Jyri Ronn |

| 18 de fevereiro | Estados Unidos USA                                                                                            | 6 – 1                     | NOR Noruega          | Canada Hockey Place                         |
| 12h00           | Phil Kessel 02:39' Chris Drury 13:04' Patrick Kane 25:52' Ryan Malone 54:19' Brian Rafalski (2) 57:00' 59:23' | (2-0, 1-1, 3-0) Relatório | Marius Holtet 28:37' | Público: 16,710 Árbitro: CAN Marc Joannette |

| 18 de fevereiro | Suíça SUI                                      | 2 – 3                          | CAN Canadá                                                   | Canada Hockey Place                       |
| 16h30           | Ivo Rüthemann 28:59' Patrick von Gunten 39:50' | (0-1, 2-1, 0-0, 0-0) Relatório | Dany Heatley 09:21' Patrick Marleau 20:35' Sidney Crosby GWS | Público: 17,019 Árbitro: USA Dennis LaRue |

| 20 de fevereiro | Noruega NOR                                                 | 4 – 5                          | SUI Suíça | Canada Hockey Place                        |
| 12h00           | Tore Vikingstad (3) 12:21' 38:46' 52:18' Mads Hansen 25:24' | (1-1, 2-2, 1-1, 0-1) Relatório | Julien Sprunger 01:03' Roman Wick 29:15' Raffaele Sannitz 35:42' Severin Blindenbacher 49:56' Romano Lemm 62:28' (pro) | Público: 16,952 Árbitro: CAN Paul Devorski |

| 21 de fevereiro | Canadá CAN                                                 | 3 – 5                     | USA Estados Unidos                                                                                | Canada Hockey Place                             |
| 16h40           | Eric Staal 08:53' Dany Heatley 23:32' Sidney Crosby 56:51' | (1-1, 1-2, 1-1) Relatório | Brian Rafalski (2) 00:41' 09:15' Chris Drury 36:46' Jamie Langenbrunner 47:09' Ryan Kesler 59:15' | Público: 18,561 Árbitro: USA Christopher Rooney |

### Grupo B
| País                | J | V | VP | DP | D | GP | GC | SG  | Pts. |
| ------------------- | - | - | -- | -- | - | -- | -- | --- | ---- |
| RUS Rússia          | 3 | 2 | 0  | 1  | 0 | 13 | 6  | +7  | 7    |
| CZE República Checa | 3 | 2 | 0  | 0  | 1 | 10 | 7  | +3  | 6    |
| SVK Eslováquia      | 3 | 1 | 1  | 0  | 1 | 9  | 4  | +5  | 5    |
| LAT Letônia         | 3 | 0 | 0  | 0  | 3 | 4  | 19 | −15 | 0    |

Todos os horários estão em UTC-8.
| 16 de fevereiro | Rússia RUS | 8 – 2                     | LAT Letônia                                     | Canada Hockey Place                       |
| 21h00           | Danis Zaripov (2) 02:38' 41:30' Alexander Radulov 07:46' Alexander Ovechkin (2) 19:25' 40:59' Evgeni Malkin 38:18' Ilya Kovalchuk 40:04' | (3–0, 1–0, 4–2) Relatório | Herberts Vasiļjevs 40:33' Ģirts Ankipāns 43:35' | Público: 16,862 Árbitro: USA Dennis LaRue |

| 17 de fevereiro | República Checa CZE                                           | 3 – 1                     | SVK Eslováquia        | Canada Hockey Place                       |
| 21h00           | Patrik Eliáš 09:02' Jaromír Jágr 37:52' Tomáš Plekanec 39:58' | (1-0, 2-1, 0-0) Relatório | Marián Gáborík 20:47' | Público: 16,924 Árbitro: SUI Brent Reiber |

| 18 de fevereiro | Eslováquia SVK                        | 2 – 1                          | RUS Rússia            | Canada Hockey Place                        |
| 21h00           | Marián Hossa 49:48' Pavol Demitra GWS | (0-0, 0-1, 1-0, 0-0) Relatório | Alexei Morozov 25:32' | Público: 17,202 Árbitro: SUI Danny Kurmann |

| 19 de fevereiro | República Checa CZE                                                                                    | 5 – 2                     | LAT Letônia                                    | Canada Hockey Place                    |
| 16h30           | David Krejčí 02:30' Tomáš Plekanec 03:33' Jaromír Jágr 05:07' Tomáš Kaberle 26:33' Patrik Elias 59:42' | (3-0, 1-2, 1-0) Relatório | Kristaps Sotnieks 35:30' Ģirts Ankipāns 38:26' | Público: 16,984 Árbitro: FIN Jyri Ronn |

| 20 de fevereiro | Letônia LAT | 0 – 6                     | SVK Eslováquia | Canada Hockey Place                            |
| 16h30           |             | (0-3, 0-2, 0-1) Relatório | Ľubomír Višňovský 02:44' Richard Zedník 09:11' Jozef Stümpel 17:08' Marián Hossa 21:07' Michal Handzuš 22:20' Ivan Baranka 57:20' | Público: 17,023 Árbitro: CAN Daniel O'Halloran |

| 21 de fevereiro | Rússia RUS                                                                | 4 – 2                     | CZE República Checa                         | Canada Hockey Place                            |
| 12h00           | Evgeni Malkin (2) 15:13' 41:49' Viktor Kozlov 34:34' Pavel Datsyuk 59:47' | (1-1, 1-0, 2-1) Relatório | Tomáš Plekanec 19:06' Milan Michálek 54:51' | Público: 17,114 Árbitro: CAN Daniel O'Halloran |

### Grupo C
| País             | J | V | VP | DP | D | GP | GC | SG | Pts. |
| ---------------- | - | - | -- | -- | - | -- | -- | -- | ---- |
| SWE Suécia       | 3 | 3 | 0  | 0  | 0 | 9  | 2  | +7 | 9    |
| FIN Finlândia    | 3 | 2 | 0  | 0  | 1 | 10 | 4  | +6 | 6    |
| BLR Bielorrússia | 3 | 1 | 0  | 0  | 2 | 8  | 12 | −4 | 3    |
| GER Alemanha     | 3 | 0 | 0  | 0  | 3 | 3  | 12 | −9 | 0    |

Todos os horários estão em UTC-8.
| 17 de fevereiro | Finlândia FIN                                                                                    | 5 – 1                     | BLR Bielorrússia        | Canada Hockey Place                        |
| 12h00           | Olli Jokinen 03:24' Niklas Hagman (2) 17:50' 36:52' Valtteri Filppula 40:23' Jarkko Ruutu 52:59' | (2-0, 1-1, 2-0) Relatório | Sergei Kostitsyn 20:21' | Público: 16,639 Árbitro: CAN Paul Devorski |

| 17 de fevereiro | Suécia SWE                                 | 2 – 0                     | GER Alemanha | Canada Hockey Place                         |
| 16h30           | Mattias Ohlund 24:29' Loui Eriksson 34:13' | (0-0, 2-0, 0-0) Relatório |              | Público: 16,966 Árbitro: CAN Marc Joannette |

| 19 de fevereiro | Bielorrússia BLR                  | 2 – 4                     | SWE Suécia                                                                   | Canada Hockey Place                       |
| 12h00           | Dmitri Meleshko (2) 34:40' 51:33' | (0-2, 1-1, 1-1) Relatório | Daniel Sedin 06:40' Daniel Alfredsson (2) 09:04' 59:49' Johan Franzen 29:35' | Público: 16,878 Árbitro: USA Dennis LaRue |

| 19 de fevereiro | Finlândia FIN                                                                               | 5 – 0                     | GER Alemanha | Canada Hockey Place                             |
| 21h00           | Tuomo Ruutu 04:21' Kimmo Timonen (2) 24:04' 36:03' Jarkko Ruutu 67:10' Joni Pitkanen 69:01' | (1-0, 2-0, 2-0) Relatório |              | Público: 16,662 Árbitro: RUS Vyacheslav Bulanov |

| 20 de fevereiro | Alemanha GER                                                 | 3 – 5                     | BLR Bielorrússia                                                                                      | Canada Hockey Place                        |
| 21h00           | Dennis Seidenberg 05:39' John Tripp 51:49' Marcel Goc 52:10' | (1-1, 0-1, 2-3) Relatório | Aleksei Ugarov 10:43' Aleksei Kalyuzhny (2) 28:36' 58:45' Sergei Kostitsyn 51:10' Ruslan Salei 54:36' | Público: 16,979 Árbitro: SUI Danny Kurmann |

| 21 de fevereiro | Suécia SWE                                               | 3 – 0                     | FIN Finlândia | Canada Hockey Place                         |
| 21h00           | Loui Eriksson (2) 06:41' 24:19' Nicklas Backstrom 38:08' | (1-0, 2-0, 0-0) Relatório |               | Público: 17,410 Árbitro: CAN Marc Joannette |

### Segunda fase
As doze equipes da primeira fase foram classificadas em grupo único, da melhor para a pior campanha, nas posições 1D a 12D. Os países com as quatro melhores campanhas (sem importar a que grupo pertenceram) se classificaram direto para as quartas de final. As outras oito equipes, classificadas de 5D a 12D, disputam play-offs.
|  | Play-off                | Play-off                |                         |                         | Quartas-de-final        | Quartas-de-final        |                         |                         | Semifinal           | Semifinal |  |  | Final | Final |
|  |                         |                         |                         |                         |                         |                         |                         |                         |                     |           |  |  |       |       |
|  |                         |                         |                         |                         | 24 de fevereiro - 12h00 |                         |                         |                         |                     |           |  |  |       |       |
|  | 23 de fevereiro - 12h00 |                         |                         |                         |                         |                         |                         |                         |                     |           |  |  |       |       |
|  | USA Estados Unidos      | 2                       |                         |                         |                         |                         |                         |                         |                     |           |  |  |       |       |
|  | USA Estados Unidos      | 2                       | SUI Suíça               | 3                       | 26 de fevereiro - 12h00 | 26 de fevereiro - 12h00 |                         |                         |                     |           |  |  |       |       |
|  |                         | SUI Suíça               | SUI Suíça               | 3                       | 26 de fevereiro - 12h00 | 26 de fevereiro - 12h00 | 0                       |                         |                     |           |  |  |       |       |
|  | BLR Bielorrússia        | SUI Suíça               | 2                       |                         | USA Estados Unidos      | 6                       | 0                       |                         |                     |           |  |  |       |       |
|  | BLR Bielorrússia        | 24 de fevereiro - 19h00 | 2                       |                         | USA Estados Unidos      | 6                       |                         |                         |                     |           |  |  |       |       |
|  | 23 de fevereiro - 19h00 | 23 de fevereiro - 19h00 |                         | FIN Finlândia           | 1                       |                         |                         |                         |                     |           |  |  |       |       |
|  | 23 de fevereiro - 19h00 | 23 de fevereiro - 19h00 | FIN Finlândia           | FIN Finlândia           | 1                       | 2                       |                         |                         |                     |           |  |  |       |       |
|  | CZE República Checa     | 3                       | FIN Finlândia           |                         |                         | 2                       | 28 de fevereiro - 12h15 | 28 de fevereiro - 12h15 |                     |           |  |  |       |       |
|  | CZE República Checa     | 3                       |                         | CZE República Checa     | 0                       |                         | 28 de fevereiro - 12h15 | 28 de fevereiro - 12h15 |                     |           |  |  |       |       |
|  | LAT Letônia             | 2                       |                         | CZE República Checa     | 0                       | USA Estados Unidos      | 2                       |                         |                     |           |  |  |       |       |
|  | LAT Letônia             | 2                       | 24 de fevereiro - 16h30 |                         |                         | USA Estados Unidos      | 2                       |                         |                     |           |  |  |       |       |
|  | 23 de fevereiro - 16h30 | 23 de fevereiro - 16h30 |                         | CAN Canadá              | 3                       |                         |                         |                         |                     |           |  |  |       |       |
|  | 23 de fevereiro - 16h30 | 23 de fevereiro - 16h30 | RUS Rússia              | CAN Canadá              | 3                       | 3                       |                         |                         |                     |           |  |  |       |       |
|  | CAN Canadá              | 8                       | RUS Rússia              | 26 de fevereiro - 18h30 | 26 de fevereiro - 18h30 | 3                       |                         |                         |                     |           |  |  |       |       |
|  | CAN Canadá              | 8                       |                         | 26 de fevereiro - 18h30 | 26 de fevereiro - 18h30 | CAN Canadá              | 7                       |                         |                     |           |  |  |       |       |
|  | GER Alemanha            | 2                       |                         | CAN Canadá              | 3                       | CAN Canadá              | 7                       | Disputa do 3º lugar     | Disputa do 3º lugar |           |  |  |       |       |
|  | GER Alemanha            | 2                       | 24 de fevereiro - 21h00 | CAN Canadá              | 3                       |                         |                         | Disputa do 3º lugar     | Disputa do 3º lugar |           |  |  |       |       |
|  | 23 de fevereiro - 21h00 | 23 de fevereiro - 21h00 |                         | SVK Eslováquia          | 2                       |                         | 27 de fevereiro - 19h00 | 27 de fevereiro - 19h00 |                     |           |  |  |       |       |
|  | 23 de fevereiro - 21h00 | 23 de fevereiro - 21h00 | SWE Suécia              | SVK Eslováquia          | 2                       | 3                       | 27 de fevereiro - 19h00 | 27 de fevereiro - 19h00 |                     |           |  |  |       |       |
|  | SVK Eslováquia          | 4                       | SWE Suécia              |                         |                         | 3                       | FIN Finlândia           | 5                       |                     |           |  |  |       |       |
|  | SVK Eslováquia          | 4                       |                         | SVK Eslováquia          | 4                       |                         | FIN Finlândia           | 5                       |                     |           |  |  |       |       |
|  | NOR Noruega             | 3                       |                         | SVK Eslováquia          | 4                       | SVK Eslováquia          | 3                       |                         |                     |           |  |  |       |       |
|  | NOR Noruega             | 3                       |                         |                         |                         | SVK Eslováquia          | 3                       |                         |                     |           |  |  |       |       |

#### Play-offs
| 23 de fevereiro | Suíça SUI                                                       | 3 – 2                          | BLR Bielorrússia                                     | Canada Hockey Place                        |
| 12h00           | Julien Sprunger 12:25' Hnat Domenichelli 27:07' Romano Lemm GWS | (1-1, 1-1, 0-0, 0-0) Relatório | Aliaksei Kaliuzhny 00:59' Konstantin Zakharov 35:42' | Público: 17,397 Árbitro: CAN Paul Devorski |

| 23 de fevereiro | Canadá CAN | 8 – 2                     | GER Alemanha                           | Canada Hockey Place                    |
| 16h30           | Joe Thornton 10:13' Shea Weber 22:32' Jarome Iginla (2) 23:41' 28:50' Sidney Crosby 41:10' Mike Richards 46:41' Scott Niedermayer 51:22' Rick Nash 56:28' | (1-0, 3-1, 4-1) Relatório | Marcel Goc 36:34' Manuel Klinge 58:58' | Público: 17,723 Árbitro: FIN Jyri Ronn |

| 23 de fevereiro | República Checa CZE                                                     | 3 – 2                          | LAT Letônia                                   | UBC Winter Sports Centre                  |
| 19h00           | Tomáš Rolinek 05:52' Tomáš Fleischmann 11:06' David Krejčí 65:10' (pro) | (2-0, 0-0, 0-2, 1-0) Relatório | Mārtiņš Cipulis 52:02' Miķelis Rēdlihs 56:19' | Público: 5,448 Árbitro: CAN Bill McCreary |

| 23 de fevereiro | Eslováquia SVK                                                                          | 4 – 3                     | NOR Noruega                                                                  | Canada Hockey Place                             |
| 21h00           | Michal Handzuš 07:03' Marián Gáborík 09:48' Richard Zedník 18:52' Miroslav Šatan 48:41' | (3-1, 0-2, 1-0) Relatório | Mats Zuccarello Aasen 18:06' Tore Vikingstad 27:27' Anders Bastiansen 39:59' | Público: 17,583 Árbitro: RUS Vyacheslav Bulanov |

#### Quartas de final
| 24 de fevereiro | Estados Unidos USA            | 2 – 0                     | SUI Suíça | Canada Hockey Place                        |
| 12h00           | Zach Parise (2) 42:08' 59:48' | (0-0, 0-0, 2-0) Relatório |           | Público: 17,536 Árbitro: CAN Paul Devorski |

| 24 de fevereiro | Rússia RUS                                                          | 3 – 7                     | CAN Canadá | Canada Hockey Place                       |
| 16h30           | Dmitry Kalinin 14:39' Maxim Afinogenov 24:46' Sergei Gonchar 31:40' | (1-4, 2-3, 0-0) Relatório | Ryan Getzlaf 02:21' Dan Boyle 12:09' Rick Nash 12:55' Brenden Morrow 18:18' Corey Perry (2) 23:10' 29:51' Shea Weber 24:07' | Público: 17,740 Árbitro: USA Dennis Larue |

| 24 de fevereiro | Finlândia FIN                                 | 2 – 0                     | CZE República Checa | UBC Winter Sports Centre                      |
| 19h00           | Niklas Hagman 53:34' Valtteri Filppula 58:25' | (0-0, 0-0, 2-0) Relatório |                     | Público: 5,461 Árbitro: CAN Daniel O'Halloran |

| 24 de fevereiro | Suécia SWE                                                                | 3 – 4                     | SVK Eslováquia                                                                       | Canada Hockey Place                        |
| 21h00           | Patric Hörnqvist 33:49' Henrik Zetterberg 34:26' Daniel Alfredsson 49:39' | (0-0, 2-3, 1-1) Relatório | Marián Gáborík 27:34' Andrej Sekera 28:11' Pavol Demitra 39:12' Tomáš Kopecký 49:01' | Público: 17,493 Árbitro: CAN Bill McCreary |

#### Semifinais
| 26 de fevereiro | Estados Unidos USA                                                                                           | 6 – 1                     | FIN Finlândia          | Canada Hockey Place                            |
| 12h00           | Ryan Malone 02:04' Zach Parise 06:22' Erik Johnson 08:36' Patrick Kane (2) 10:08' 12:31' Paul Statsny 12:46' | (6-0, 0-0, 0-1) Relatório | Antti Miettinen 54:46' | Público: 17,602 Árbitro: CAN Daniel O'Halloran |

| 26 de fevereiro | Canadá CAN                                                       | 3 – 2                     | SVK Eslováquia                                 | Canada Hockey Place                       |
| 18h30           | Patrick Marleau 13:30' Brenden Morrow 15:17' Ryan Getzlaf 36:54' | (2-0, 1-0, 0-2) Relatório | Ľubomír Višňovský 51:35' Michal Handzuš 55:07' | Público: 17,799 Árbitro: USA Dennis Larue |

#### Disputa do 3º lugar
| 27 de fevereiro | Finlândia FIN                                                                                 | 5 – 3                     | SVK Eslováquia                                                 | Canada Hockey Place                        |
| 19h00           | Sami Salo 18:50' Niklas Hagman 45:06' Olli Jokinen (2) 46:41' 48:41' Valtteri Filppula 59:49' | (1-0, 0-3, 4-0) Relatório | Marián Gáborík 29:56' Marián Hossa 35:38' Pavol Demitra 38:45' | Público: 17,322 Árbitro: CAN Paul Devorski |

#### Final
| 28 de fevereiro | Estados Unidos USA                    | 2 – 3                          | CAN Canadá                                                          | Canada Hockey Place                        |
| 12h15           | Ryan Kesler 32:44' Zach Parise 59:35' | (0-1, 1-1, 1-0, 0-1) Relatório | Jonathan Toews 12:50' Corey Perry 27:13' Sidney Crosby 67:40' (pro) | Público: 17,748 Árbitro: CAN Bill McCreary |

## Classificação final

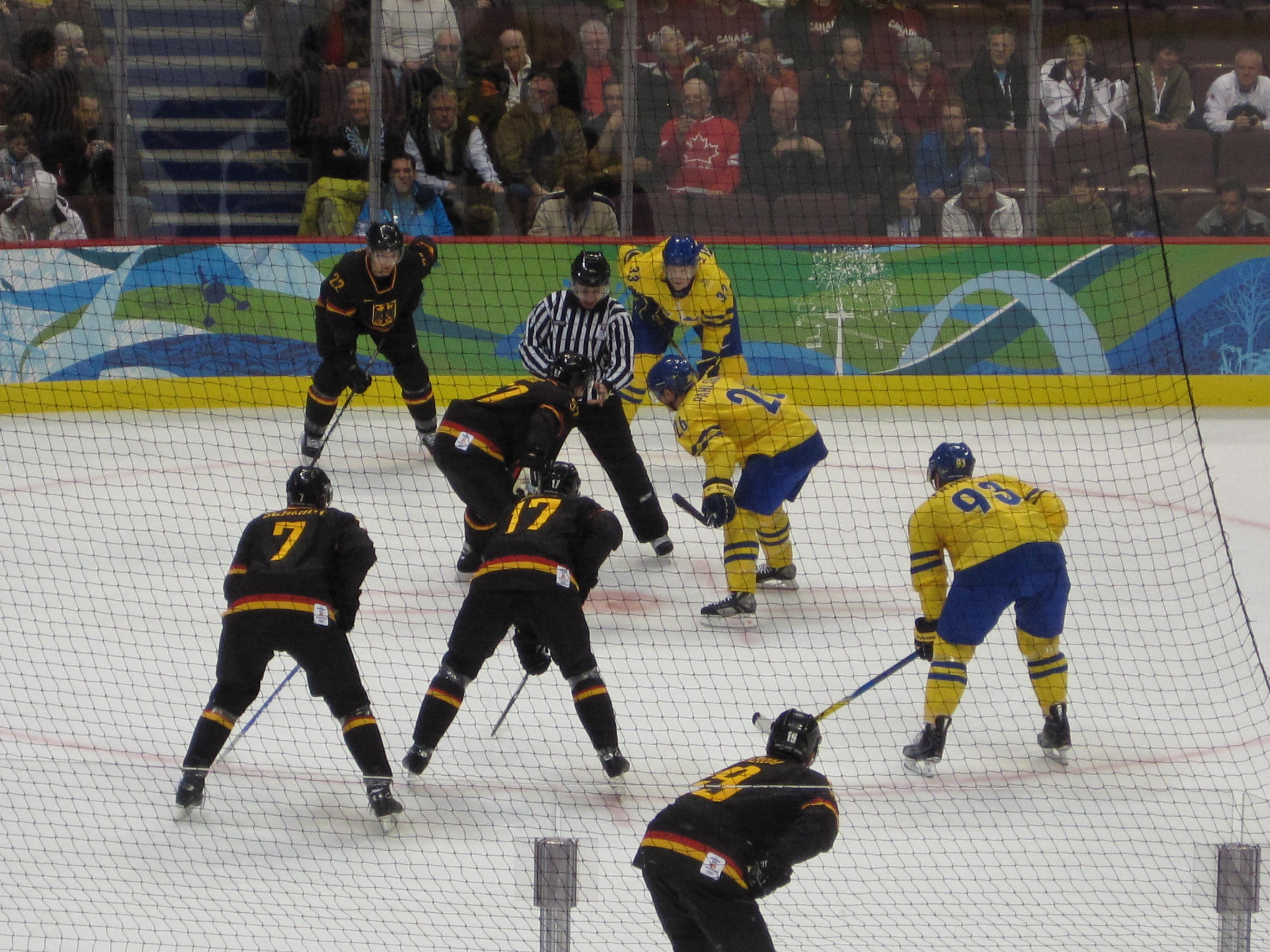
Partida entre Suécia e Alemanha na primeira fase.

Classificação final de acordo com os critérios da IIHF:
| Pos.   | País                |
| ------ | ------------------- |
| Ouro   | CAN Canadá          |
| Prata  | USA Estados Unidos  |
| Bronze | FIN Finlândia       |
| 4      | SVK Eslováquia      |
| 5      | SWE Suécia          |
| 6      | RUS Rússia          |
| 7      | CZE República Checa |
| 8      | SUI Suíça           |
| 9      | BLR Bielorrússia    |
| 10     | NOR Noruega         |
| 11     | GER Alemanha        |
| 12     | LAT Letônia         |